# Шевченково Второе
Шевченково Второе (укр. Шевченкове Друге) — село,
Кировский сельский совет,
Близнюковский район,
Харьковская область, Украина.
Код КОАТУУ — 6320683005. Население по переписи 2001 г. составляет 24 (11/13 м/ж) человека.

## Географическое положение
Село Шевченково Второе находится в 3,5 км от села Квитневое, такое же расстояние до города Лозовая.
Возле села протекает пересыхающий ручей на котором сделана запруда.

## История
- 1924 — дата основания.

## Название
В 1920-х — начале 1930-х годов в области прошла «волна» переименований значительной части населённых пунктов, в «революционные» названия — в честь Октябрьской революции, пролетариата, сов. власти, Кр. армии, социализма, Сов. Украины, деятелей «демократического и революционного движения» (Т. Шевченко, Г. Петровского) и новых праздников (1 мая и других) Это приводило к путанице, так как рядом могли оказаться сёла с одинаковыми новыми названиями, которым зачастую давали названия «1-е» и «2-е» — например, Первое, Второе и просто Шевченково.

## Экономика
- В селе есть молочно-товарная ферма.